# Gordon R. Glennan
Gordon Richard Glennan (* 28. September 1903 in Saint Paul, Vereinigte Staaten; † 7. Januar 1995 in Las Vegas, Nevada) war ein US-amerikanischer Toningenieur, der bei den 29th Academy Awards 1957 für einen Oscar nominiert wurde.
Gordon R. Glennan wurde gemeinsam mit Gordon Sawyer für und mit dem Bürgerkriegsdrama Lockende Versuchung von William Wyler in der Kategorie „Bester Ton“ für einen Oscar nominiert, der jedoch an Carlton W. Faulkner und die Musicalverfilmung Der König und ich ging. In Wylers Film geht es um eine Quäkerfamilie in Indiana, die versucht, während des Bürgerkrieges an ihren pazifistischen Grundsätzen festzuhalten.
Glennan war zur Zeit des Filmdrehs bei der Westrex Sound Services, Inc. als Leiter der Tonabteilung tätig, der ebenfalls nominierte Gordon Sawyer arbeitete beim Samuel Goldwyn Studio Sound Department. Vier Jahre später war Glennan für den Familienfilm The Half Pint tätig. Darin geht es um die Abenteuer, die ein Landstreicher erlebt, um einen entflohenen Schimpansen und einen Sechsjährigen, der unauffindbar zu sein scheint. Glennan war wiederum als verantwortlicher Aufnahmeleiter im Einsatz.
Gordon R. Glennan war verheiratet und lebte um 1940 mit seiner Frau Cora und einer Tochter in Kalifornien. An welchen Projekten er beruflich sonst noch beteiligt war, oder welchen Weg seine Karriere nahm, oder was sonst noch in seinem Leben geschah, ist nicht bekannt. Er starb im Alter von 91 Jahren.   